# Tawszut
Tawszut – wieś w Armenii, w prowincji Szirak. W 2011 roku liczyła 370 mieszkańców.